# Mourad Bounoua
Mourad Bounoua (ur. 30 lipca 1972 w Miluzie) – marokański piłkarz występujący na pozycji pomocnika.
W barwach Eintrachtu Frankfurt rozegrał siedem spotkań w Bundeslidze, a zadebiutował w niej 20 lutego 1999 w przegranym 1:4 meczu z TSV 1860 Monachium, w którym zaliczył asystę.
W reprezentacji Maroka wystąpił jeden raz, 22 kwietnia 1998 w przegranym 1:2 towarzyskim meczu z Bułgarią.

## Statystyki ligowe
| Rozgrywki     | Poziom | Kraj   | Mecze | Gole |
| ------------- | ------ | ------ | ----- | ---- |
| Bundesliga    | I      | Niemcy | 7     | 0    |
| 2. Bundesliga | II     | Niemcy | 105   | 11   |
| Regionalliga  | III    | Niemcy | 193   | 37   |